# 4451 Grieve
A 4451 Grieve (ideiglenes jelöléssel 1988 JJ) egy marsközeli kisbolygó. Carolyn Shoemaker fedezte fel 1988. május 9-én.